# بوجنيبة
بوجنيبة هي مدينة مغربية في جهة بني ملال خنيفرة.

## وصلاات خارجية
- (بالفرنسية) بوجنيبة على موقع World Gazetter, من طرف Stefan Helders
- (بالإنجليزية) بوجنيبة على موقع Falling Rain Genomics, Inc.